# Льюїс Скот
Льюїс Скот (англ. Lewis Scot) — пірат, ймовірно шотландського походження, який за свідченнями іншого письменника-пірата Олександра-Олів'є Ексквемеліна, описаними в його роботі «Пірати Америки» — був першим піратом, який здійснив набіги на іспанські прибережні поселення в Карибському басейні та Вест-Індії в середині XVII століття.

## Біографія до початку кар'єри пірата
У нас немає достовірної інформації щодо біографії Льюїса Скота до того, як він став піратом. Але виходячи зі свідчень Ексквемеліна щодо цього ватажка морських рохбійників - можна дійти висновку, що можливо він був родом з Шотландії, або якимось чином був з нею пов'язаний. Через його характерне прізвисько «Скот», яке деякі джерела та література трактують, як «Шотландець». Що йморвіно вказує на його приналежність до «країни скотів».

Також варто звернути увагу, що на стику XVI-XVII ст. на Карибських островах фіксується багато різних новоприбулих - з невідомим минулим.
Згодом ми знаходимо там розрізнені групи мисливців, переважно французів та англійців, які заробляли на існування, вбиваючи дику худобу заради шкури та займаються заготівлею м’яса для забезпечення потреб пропливаючих суден. Походження цих людей ми не знаємо. Можливо, це були дезертири з кораблів, екіпажі загиблих судна, або навіть випадкові подорожуючі морем.
Таке явище демографічного зібльшення кількості населення регіону можна пояснити тим, що як правило тогочасні звичайні жителі європейських країн потрапляли до Карибского моря шляхом проходження служби у приватних або державних торговельних компаніях. Або ж могли набиратися, оманливим шляхом, плантаторами для роботи. Пізніше їх просто продавали, віддавали або робили рабами.
Зустрічаються люди, які непогано наживаються на такому промислі: вони їдуть до Франції, набирають людей - городян і селян, обіцяють їм всякі блага, але на островах миттєво продають їх, і у своїх господарів ці люди працюють як ломові коні.
Виходячи з цього можна висунунти гіпотезу, що можливо капітан Скот саме таким чином і потрапив до Карибів. Де деякий час він міг навіть бути рабом або ж займався торгівлею, полюванням, плантаторством чи можливо відразу розпочав свою морську розбійницьку кар'єру.
(...) вони почали ходити на велику землю на полювання, добувати шкури; ті ж, хто не мав до цього схильності, понаводилися грабувати іспанські береги, що, втім, вони робили й раніше. А у кого на руках були жінки, залишилися на острові; деякі з них зайнялися розведенням тютюну, інші збиранням деревного соку, і кожен видобував собі такими способами харчування.
Але з часом через певні кризові явища чи інші причини - Льюїс Скот був гіпотетично вимушений змінити свою роботу на піратство. Таким чином наприклад пірат Ексквемелін потрапив до числа буканьєрів.
Тоді Компанія була змушена відкликати своїх агентів і наказала їм продати все, що в неї було, а торгівлю згорнути. Усі слуги Компанії були продані (...) Мене також продали, бо я був слугою Компанії (...) Здобувши свободу (...) У мене нічого не було, і тому я залишився серед піратів, або розбійників (...)

## Кар'єра пірата
Точно невідомо, коли Скот розпочав грабувати на морі, але зі слів автора «Пірати Америки» - він був першим хто започаткував практику захоплення та подальшого розграбунку іспанських поселень та міст на суші.
«Іспанці, побачивши, що не можуть звільнитися від цих розбійників (піратів), були змушені зменшити свою присутність у морі ніж раніше; але це їм не допомогло; через те, що розбійники не могли дістати жодного корабля в морі, вони випадково зібралися і висадилися разом в місці, де багато міст і сіл були ними пограбовано. Першим грабіжником, який прибув під час цієї висадки, був Льюїс Скот, (…)».

## Захоплення Кампече
Приблизно в середині XVII ст. Льюїс Скот особливо відзначився своїм набігом на іспанське місто Кампече на мексиканському півострові Юкатан. Яке він
«захопив, пограбував і спалив (…), але згодом знову залишив його.».
На жаль ми немає будь-якої інформації щодо ходу подій захоплення та розорення міста, та долі, яка спіткала його захисників та жителів. Єдине, на що можна зіслатися, так це те, що пірати отримали викуп за місто. Однак єдине джерело, яке хоч якось проливає світло на особистість Скота, а саме автобіографічний твір «Пірати Америки» - не розкриває деталі суми викупуп та награбованого, а також подальшої долі викрадених скарбів.

## Після походу на Кампече
Олександр-Олів'є Ексквемелін пише, що отримавши викуп за місто, Льюїс Скот нібито пішов до Тортуги. Подальша доля піратського ватажка після успішного рейду на мексиканський півострів Юкатан та пізнішої ймовірної подорожі до Черепашачого острову - невідома. Можливо Скот вподальшому оселився на острові та припинив виходити в море. Або ж загинув під час чергово нападу на ворожі територій чи кораблі, як то подобало справжньому морському розбійнику.